# Nicolas Bellot
Pour les articles homonymes, voir Bellot.
Nicolas Bellot, né vers 1580 à Darnieulles (Vosges) et mort en 1640 à Épinal, est un peintre lorrain du XVIIe siècle. 
La famille Blot, Belot ou Bellot suivant les écrits, était originaire de Darnieulles. Nicolas Jean Bellot, père de Nicolas Bellot, avait épousé Claudette Taquel avec laquelle il n’eut qu’un seul enfant : Nicolas Bellot, né en 1580 à Darnieulles où il va résider jusqu’en 1586. Après la mort de son père en 1586, sa mère veuve se remarie avec Antoine Claude Henry, cordonnier et hôtelier à Epinal. Ainsi Nicolas rejoint Épinal où il grandit puis exerce le métier de drapier à partir de 1608. Restant célibataire plusieurs années, il épouse en 1617 Élisabeth Chaudeau, fille de Claude Chaudeau maître cordonnier et  tanneur à Épinal. Six enfants naissent de cette union mais seulement deux filles survivent : Anne-Madeleine en 1628 et Barbes en 1635.

## Sa vie
Très attaché à sa ville d'Épinal, il la représente à plusieurs reprises dans ses œuvres. Il en établit ainsi une vue cavalière en 1626 à la demande du conseil de ville, tableau conservé au Musée de l'image ; une perspective de la ville aussi en 1626 conservée au musée départemental d'art ancien et contemporain et une vue du château dans un des tableaux du Rosaire de la basilique Saint-Maurice d'Épinal. 
Son activité tient beaucoup de l'activité de peintre décorateur. Il est chargé de peindre les armoiries de la ville sur la mairie, de créer un nouvel autel pour la basilique Saint-Maurice d'Épinal. 
Il a eu un seul élève connu, qui a peint un des tableaux du Rosaire, Étienne Gellée, qui n'a aucun lien de parenté avec le peintre originaire de Chamagne, Claude Gellée dit Le Lorrain.

## Son œuvre

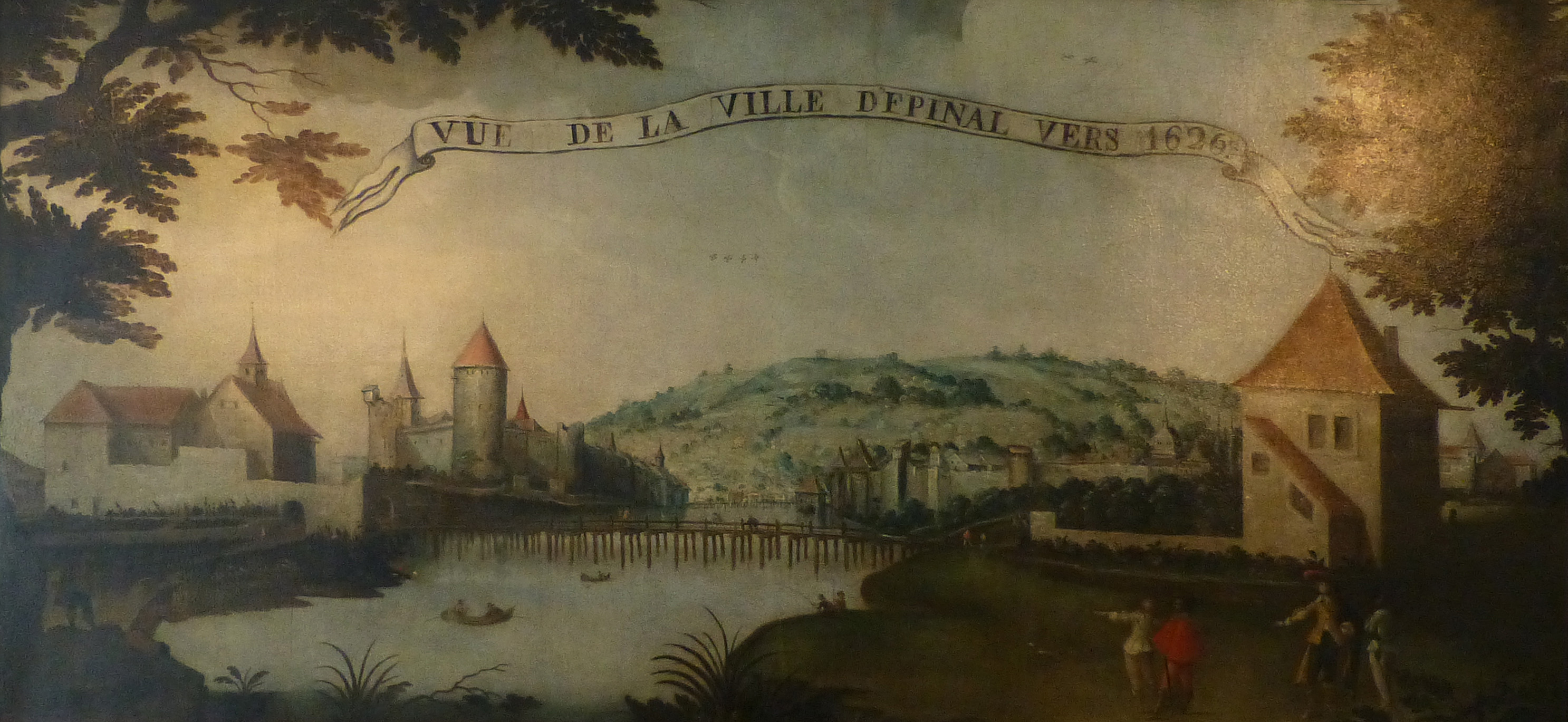
Vue de la ville d'Épinal vers 1626

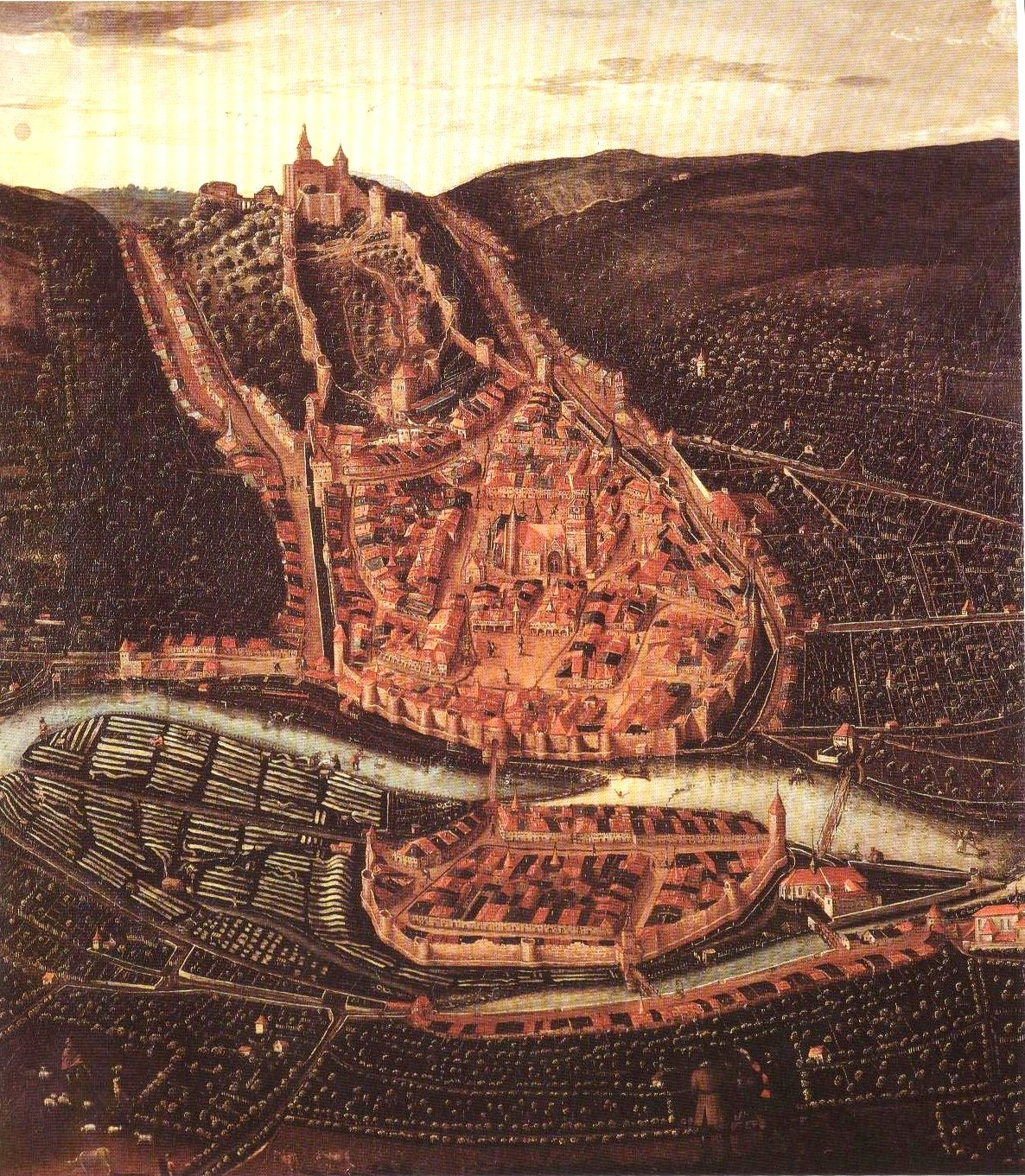
Plan d'Épinal (1626).

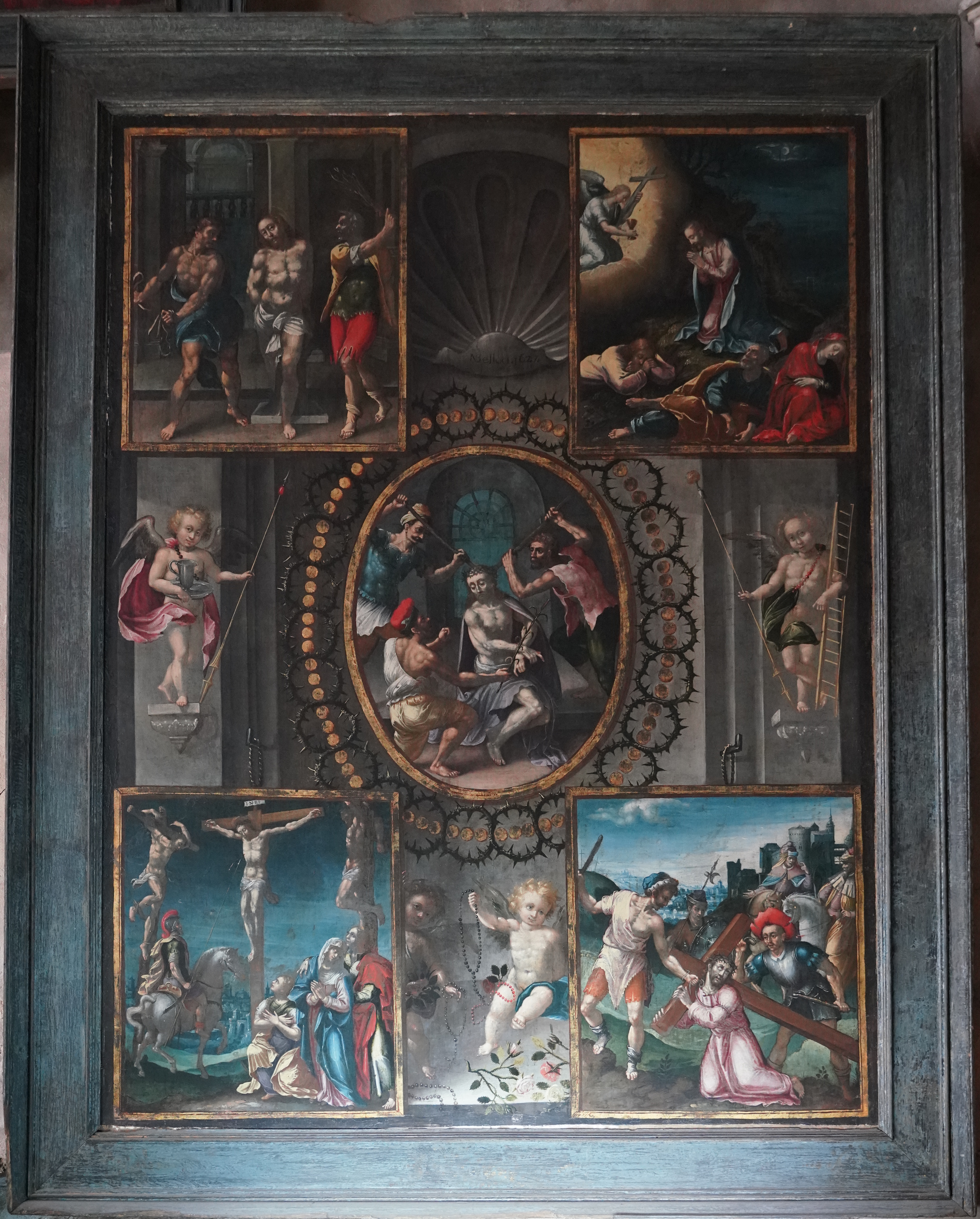
Rosaire mystères douloureux.

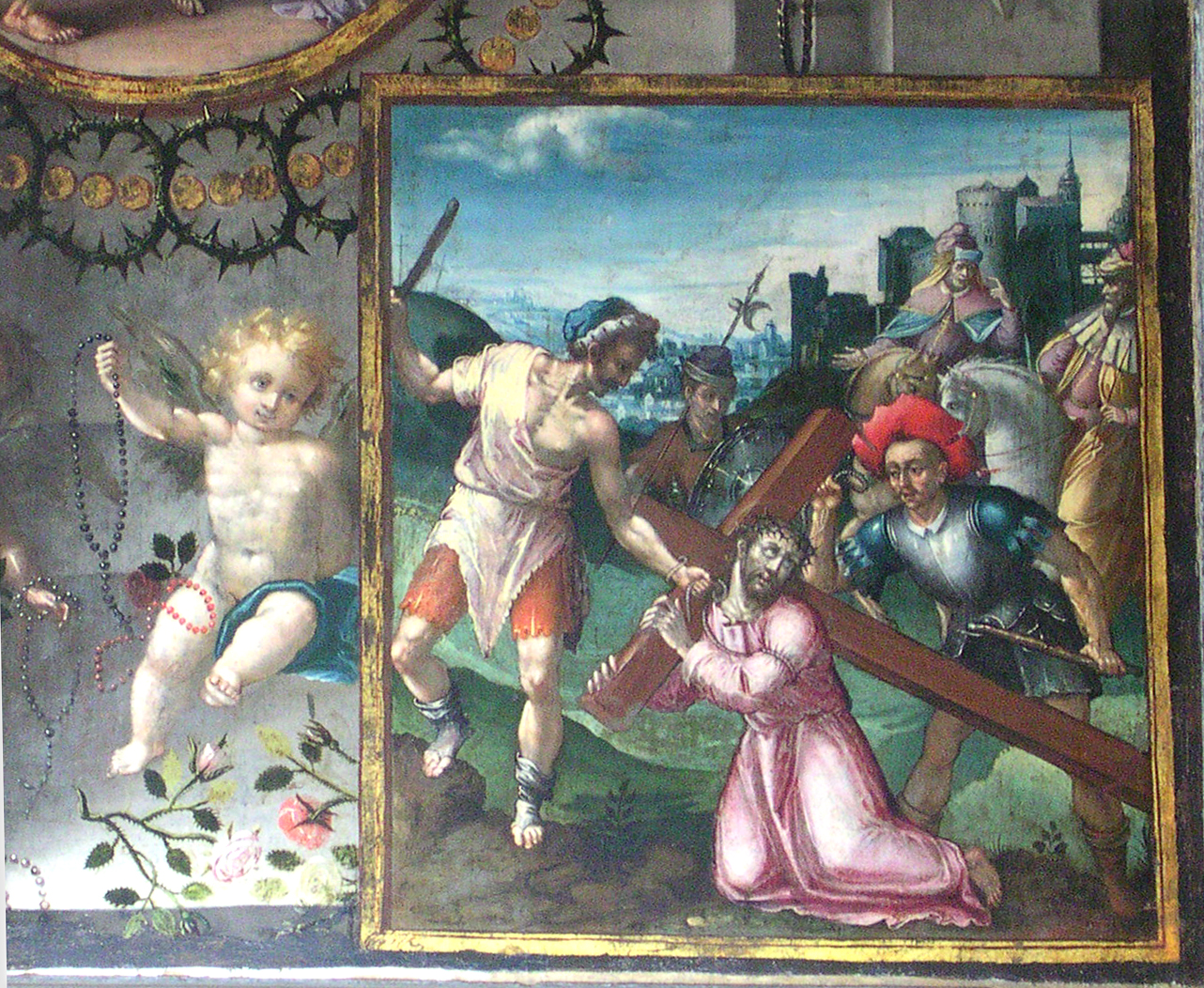
Détail de ci-dessus : la Passion du Christ montrant Jérusalem sous les traits d'Épinal.

- La Passion du Christ, basilique Saint-Maurice
- Plan d'Épinal, dit Plan Bellot, 1626, Musée de l'image et Vue de la ville d’Épinal vers 1626 musée départemental d'art ancien et contemporain d'Épinal

Ces deux œuvres sont issues d’une commande de la ville qui souhaitait disposer de deux plans pour faire constater par les Ducs de Lorraine, alors suzerains des Spinaliens, les travaux à entreprendre pour remettre en état la Moselle. En effet, la ville était alors en procès avec l’administration ducale à propos de travaux à réaliser sur des vannes et canaux à l’ « écusson » de l’hôpital Saint-Lazare (devenu plus tard l’hôpital Saint-Maurice, puis lieu de construction dans les années 1820 du Musée départemental des Vosges), c’est-à-dire à l’ouvrage en pointe séparant les eaux de la Moselle entre le grand bras de la rivière et le canal de Rualménil (actuellement jardin du musée d’art contemporain et ancien). La ville avait alors besoin de documents précis pour étayer sa requête. 
Parmi ces deux documents, le premier réalisé est le « plan Bellot » (toile mesurant 1,60×1,40m, exposée au musée de l’image d’Épinal). Cette œuvre est importante, car elle représente pour la  première fois une vue d’ensemble de la ville d’Épinal en 1626. C’est l’unique vue d’Épinal telle qu’elle était à la sortie du Moyen Âge, ville-forte à l’apogée appelée « la ville aux cent tours ». Quatre ans plus tard, la ville sera massivement détruite et ruinée par la guerre de 30 ans (faute de moyen, d’entretien et d’adaptation, les murailles médiévales ne seront jamais reconstruites ni renforcées par la suite)
Exécutée depuis le versant opposé de la Moselle, cette vue cavalière a été enrichie par un examen attentif de détails que l’artiste n’a pu voir qu’en se rapprochant des façades et en circulant dans les rues. Elle témoigne de la plus grande précision dans la mise en place de la voirie et des monuments et semble parfaitement fiable dans la représentation des remparts. Ainsi, on a pu remarquer la coïncidence entre l’implantation des maisons et le parcellaire du cadastre napoléonien de 1809 (B. Houot, Épinal la ville en 1626, Épinal C.D.D.P, 1990). Installé dans la salle de délibération du conseil de ville, ce plan permettait de visualiser rapidement et précisément les propriétés publiques et privées. Ainsi, il a fait office de cadastre et référence pour les transactions immobilières conclues à Épinal sous l’Ancien Régime et jusqu’au début du XXe siècle. 
Une notice détaillée de cette œuvre a été réalisée par  la Commission d’études, de promotion et de renaissance du vieil Épinal (J.C. VOEGTLE et B. HOUOT), s’intitulant Représentation cavalière de la ville d’Épinal en 1626 par Nicolas Bellot. Elle décrit la ville suivant ses trois grandes zones de développement :
Le château, probablement à l’origine de la ville d’Épinal, tel un oppidum qui permettait de se protéger par sa hauteur et ses falaises naturelles et de surveiller les routes commerciales (voir exposé sur le château). Il comprend trois enceintes (la tour Lespinoux / la deuxième enceinte enserrant le donjon / la troisième enceinte le Chatelet).
Le Grand bourg, la partie la plus importante et la plus ancienne d’Épinal, défendue par plus de 1 150 m de muraille et 25 tours dont les portes permettent de sécuriser l’entrée de la ville (portes d’Ambrail, d’Arches, du Grand Moulin, de la Fontaine). Dans le Grand Bourg, on retrouve le quartier des Dames chanoinesses, la basilique Saint-Maurice, les administrations dont l’ancien hôtel de ville, ainsi que des habitations bourgeoises et quelques ateliers.
Enfin, Rualménil (littéralement : Manse sur le Ru, le ruisseau) ou la Petite Ville  située entre les deux bras de la Moselle. C’est le quartier des artisans tanneurs, drapiers, blanchisseurs, mais aussi des meuniers et papetiers avec la présence de moulins (voir exposé sur les métiers). À l’extérieur de la ville, cinq faubourgs regroupent des habitations, mais aussi des auberges et hôtels : faubourgs d’Arches, Saint-Michel, D’Ambrail, de Dogneville et des Capucins.
Ce plan a également été transposé sous forme d’une maquette détaillée, réalisée par Pierre Gnaedinger entre 1979 et 1981, actuellement exposée au musée du Chapitre d’Épinal.
Le second, « Vue de la ville d’Épinal vers 1626 » (huile sur toile de 0,72×1,62m, conservée au musée d’Art Ancien et Contemporain d’Épinal) permet d’effectuer une focalisation précise sur l’ouvrage en pointe séparant les eaux de Moselle entre le grand bras de la rivière et le canal de Rualménil.  Réalisé depuis la rive gauche de la Moselle, il présente de nombreux détails de bâtiments, notamment l’hôpital Saint-Lazare et sa chapelle, la tour Aubert, la passerelle du Poux ainsi qu’une lisserie.
Anecdote : L’œuvre « Vue de la ville d’Épinal vers 1626 », est expédiée à Nancy et stockée dans les archives ducales où elle a été ensuite volée mystérieusement. C’est n’est qu’en 1980 que cette œuvre a été retrouvée lors de la vente d’une collection privée à Paris chez Drouot. Les amis des musées l’ont alors rachetée et exposée au musée d’art ancien et contemporain d’Épinal. 
- Triptyque dit Les Mystères du Rosaire

René Lochon (mort en 1675) a gravé d'après "N. Bellot" un portrait de César d'Estrées, évêque de Laon (de 1655 à 1681), cf BNF, dép. des Estampes
En 1627, Nicolas Bellot peint pour la confrérie de la paroisse un triptyque composé par (de droite à gauche « Les mystères douloureux » de Nicolas Bellot, « les mystères glorieux » et « les mystères joyeux » d’Étienne Gellée. Celui-ci était l’apprenti de Nicolas Bellot de 1619 à 1621.
Cette œuvre est aujourd’hui visible dans la basilique Saint-Maurice d’Épinal, dans la chapelle du Rosaire. Un détail est important dans « Les mystères douloureux» : la scène représentant le Portement de la croix de Jésus à proximité de Jérusalem, représente le sein de la ville d’Épinal. Nicolas Bellot n’ayant jamais voyagé au-delà de Remiremont, il s’était sans doute inspiré des lieux qu’il connaissait. Toutefois, cette œuvre est intéressante car elle offre la seule vue arrière du château, complètement détruit en 1670 par les troupes de Louis XIV.
Il est certain que l’œuvre de Nicolas Bellot fut plus importante, des textes moins formels laissant entrevoir une production importante. Ainsi, le testament de Marie Gravel note la présence de nombreux tableaux de l’artiste ; de même que l’inventaire des biens de sa fille aînée (Anne-Madeleine) avant son mariage qui faisait état de pas moins de 99 tableaux ou cadres répartis dans la maison.

## Hommages
Une rue d'Épinal porte son nom.